# لارس بوم
لارس بوم (بالهولندية: Lars Boom)‏ مواليد 30 ديسمبر 1985 في هولندا، هو دراج هولندي. شارك في دورة الألعاب الأولمبية الصيفية.

## سباقات أو مراحل فاز بها
| التاريخ        | السباق                                                      | المركز                  |
| -------------- | ----------------------------------------------------------- | ----------------------- |
| 04 سبتمبر 2005 | Hessen Rundfahrt 2005                                       |                         |
| 02 أبريل 2006  | تريبتيك ديس مونتس إت شاتيوكس 2006                           | الفائز في التصنيف العام |
| 01 يناير 2007  | سباق الزمن تحت 23 سنة في بطولة العالم 2007                  | الفائز في التصنيف العام |
| 01 يناير 2007  | The Netherlands National Cyclo-cross Championships 2007     |                         |
| 07 يناير 2007  | 2007 The Netherlands National Cyclo-cross Championships Men | الفائز في التصنيف العام |
| 01 مايو 2007   | طواف دي بريتاجن 2007                                        | الفائز في التصنيف العام |
| 31 أغسطس 2007  | تور دو بويتو-شارنتيس 2007                                   |                         |
| 01 يناير 2008  | The Netherlands National Cyclo-cross Championships 2008     |                         |
| 06 يناير 2008  | 2008 The Netherlands National Cyclo-cross Championships Men | الفائز في التصنيف العام |
| 01 يناير 2009  | The Netherlands National Cyclo-cross Championships 2009     |                         |
| 11 يناير 2009  | 2009 The Netherlands National Cyclo-cross Championships Men | الفائز في التصنيف العام |
| 31 مايو 2009   | طواف بلجيكا 2009                                            | الفائز في التصنيف العام |
| 01 يناير 2010  | The Netherlands National Cyclo-cross Championships 2010     |                         |
| 10 يناير 2010  | 2010 The Netherlands National Cyclo-cross Championships Men | الفائز في التصنيف العام |
| 05 سبتمبر 2010 | غروت بريجس جيف شيرنز 2010                                   | الفائز في التصنيف العام |
| 01 يناير 2011  | The Netherlands National Cyclo-cross Championships 2011     |                         |
| 01 يناير 2011  | طواف بريطانيا 2011                                          | الفائز في التصنيف العام |
| 09 يناير 2011  | 2011 The Netherlands National Cyclo-cross Championships Men | الفائز في التصنيف العام |
| 01 يناير 2012  | ستير زي إل إم تور 2012                                      |                         |
| 01 يناير 2012  | The Netherlands National Cyclo-cross Championships 2012     |                         |
| 08 يناير 2012  | 2012 The Netherlands National Cyclo-cross Championships Men | الفائز في التصنيف العام |
| 12 أغسطس 2012  | طواف إينكو 2012                                             | الفائز في التصنيف العام |
| 13 يناير 2013  | 2013 The Netherlands National Cyclo-cross Championships Men |                         |
| 17 فبراير 2013 | طواف هوت فار 2013                                           |                         |
| 16 يونيو 2013  | ستير زي إل إم تور 2013                                      | الفائز في التصنيف العام |
| 18 أغسطس 2013  | طواف إينكو 2013                                             | الأول في تصنيف النقاط   |
| 03 يوليو 2016  | جائزة جان بيير مونسيري الكبرى 2016                          | الفائز في التصنيف العام |
| 10 سبتمبر 2017 | طواف بريطانيا 2017                                          | الفائز في التصنيف العام |

## وصلات خارجية
- الموقع الرسمي

## روابط خارجية
- لارس بوم على موقع الاتحاد الدولي للدراجات (الإنجليزية)
- لارس بوم على موقع أرشيف الدراجات (الإنجليزية)
- لارس بوم على موقع إحصائيات الدراجات الإحترافية (الإنجليزية)
- لارس بوم على موقع نسبة الدراجات (الإنجليزية)
- لارس بوم على موقع CycleBase (الإنجليزية)
- لارس بوم على موقع MTB Data (الإنجليزية)
- لارس بوم على موقع أوليمبيديا (الإنجليزية)